# Comté de Nanango
Le comté de Nanango était une zone d'administration locale dans le sud-est du Queensland en Australie.
Il a fusionné en mars 2008 avec les comtés de Kingaroy
, Murgon et Wondai pour former le conseil de la région de Burnett Sud (South Burnett Regional Council)
Le comté comprenait les villes de :
- Nanango ;
- Blackbutt ;
- Benarkin.